# 福建电视台新闻频道
福建电视台新闻频道是福建省广播影视集团旗下的有线电视频道之一，于1999年5月23日开播，为中国大陆第一个专业性新闻频道。通过福建广电网络的有线电视网进行播出。

## 历史
1999年5月23日，福建电视台新闻频道开播。初期以无线类比及有线电视网络等方式进行播出，使用金色版本的FJ菱形台标。每日直播时段为2小时，初期办公地址位于乌山山顶。
1999年10月1日，新闻频道进行了14小时现场直播，展示建国50年共和国各方面的建设成就。
2001年9月11日，911事件发生当日，该频道为大陆地区唯一对该事件进行直播报道的电视频道。后在2003年伊拉克战争时期，该频道同样做了相关报道。自中国中央电视台新闻频道开播以及广电总局“禁新闻令”等相关政策出台，且风险高、收视难有效果，福建新闻频道此后不再参与报道国际新闻大直播。
2005年10月1日，新闻频道随福建电视台其它频道一同启用新台标、呼号。同日，因台风龙王降下的暴雨，对福州市区造成大范围积水灾害，该频道派出多路记者于福州市内各处对该次台风造成的灾害进行现场直播报道。之后每逢暑假台风时期，福建电视台新闻频道都会打通全天直播报道，甚至与广播电视新闻中心共同制作。
2015年6月1日，新闻频道节目实现16:9播出，同月，新闻频道办公场所由乌山山顶迁往西二环南路省广电中心。
2017年，由省广电集团协调，新闻频道与公共频道合并为“新闻大板块”，两个频道之间实现信息共享，随后福建新闻频道部分栏目还会在公共频道重播。
2020年1月1日，《看东岸》自该日起变更为新晚报下属板块，不再独立播出。

## 节目表

### 自办节目[8]
| 午间新时空       | 现场       | 乡村振兴进行时 | 律师在现场   |
| 福建好味道       | 环球报道   | 新闻眼         | 八闽机关党建 |
| 共享大医生       | 风物福建   | 福建卫视新闻   | 福建新闻联播 |
| 传奇（外购节目） | 新闻启示录 | 文明福建       |              |

### 联机节目
- 台风特别直播（与综合频道、东南卫视、公共频道联机播出）
- 午间新时空（每日12:00与综合频道联机播出）

### 重播其他频道节目
- 福建新闻联播（综合频道）
- 新闻启示录（综合频道）
- 福建卫视新闻（东南卫视）

### 已停播
- 时尚1999→时尚2000→我为车狂（目前于旅游频道播出）
- 探索在线（被《传奇》取代）
- 论语（与《现场全追踪》合并为《新闻追追追》）
- 现在中国→F4大搜索（《福建好味道》前身）
- 新闻夜班车→2130新闻晚报→2100新晚报→新闻2100→精彩21点→我的朋友圈→新晚报（《新闻眼》前身）
- 新闻末班车
- 今天→世界零距离（《环球报道》前身）
- 体育新闻网→科技新资讯
- 财经新闻网→60分钟经济报道
- 现场全追踪（与《论语》合并为《新闻追追追》）
- 娱乐新闻网→星动娱乐网
- 新闻故事→新闻拍案
- 自己故事自己拍
- 福建房产报道
- 智说新语
- 新闻进行时
- 八闽之子
- 财经这点事
- 新闻追追追→刚好一周 （《律师在现场》前身）
- 电力瞭望→周闻十分
- 现场深一度
- 福建大数据
- 福建新发现
- 生活一点通
- 午间报道→新闻午报（已并入《午间新时空》）
- 新闻早报→新闻早点（已并入《早安福建》）
- 看东岸（现已成为《新闻眼》的一个板块）
- 早安福建